# Vad, Smedjebackens kommun
Vad är en tätort i Smedjebackens kommun, Dalarna. Samhället ligger cirka 10 km nordväst om Fagersta, och genomkorsas av järnvägslinjen Bergslagspendeln. I söder gränsar Vad till sjön Södra Barken, i norr till sjöarna Mäsen och Dammsjön/Ginnan.

## Historia

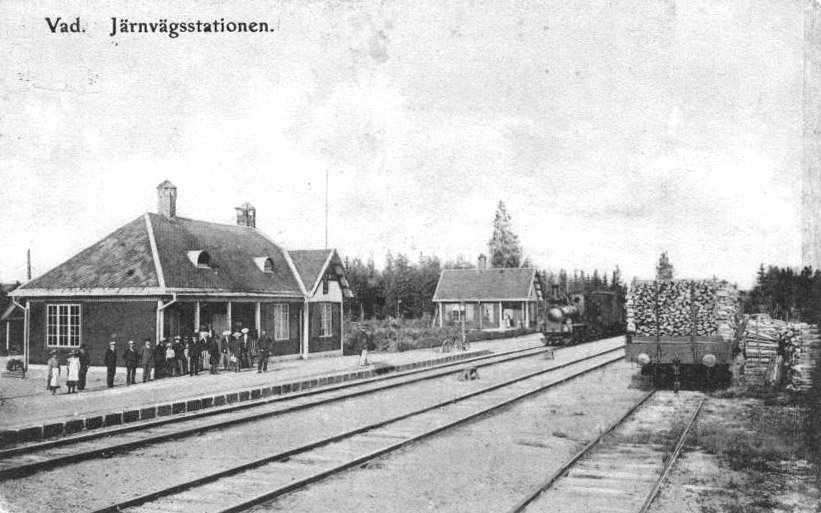
Järnvägsstationen i Vad omkring 1907.

Järnhanteringen har gamla anor i trakten, och möjligen fanns en hytta i Vad redan under medeltiden. Då Wad omnämns för första gången år 1539 fanns i alla fall där en hytta. På 1620-talet anlades även en hammare av traktens bergsmän. Hyttan lades ned under 1700-talets första årtionden. Bergsmanshammaren fanns däremot kvar till slutet av 1800-talet. Det är oklart vilket år den lades ned, både 1875 och 1886 omnämns i litteraturen.
Vid sekelskiftet 1900 kom järnvägen till orten i form av Stockholm–Västerås–Bergslagens Järnvägars (SWB) huvudlinje mellan Stockholm och Ludvika, numera[när?] benämnd Bergslagspendeln. Stationen är idag[när?] en hållplats på Tåg i Bergslagens linje mellan Ludvika och Västerås.

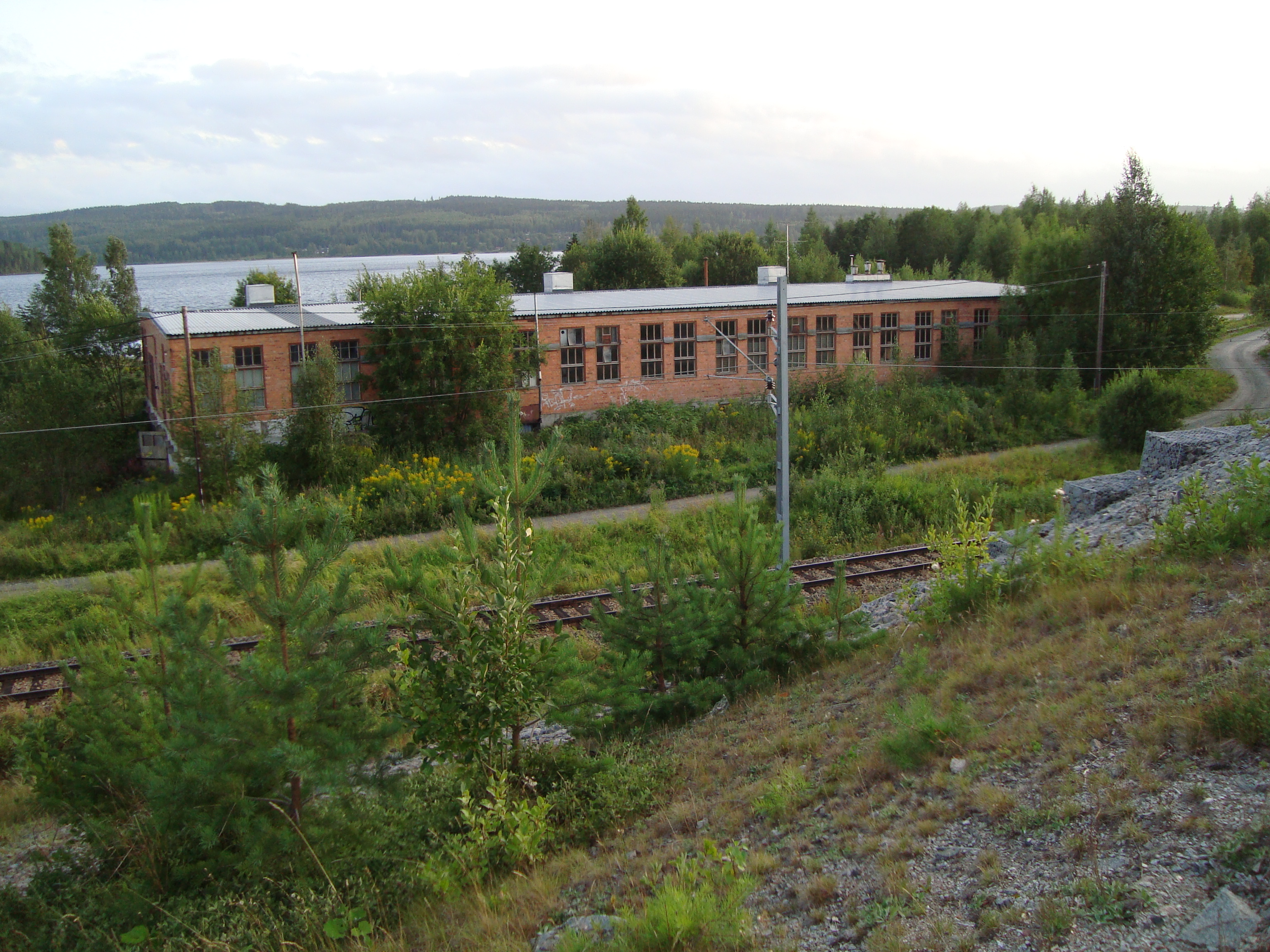
Resterna av Barkens sågverk vid sjön Södra Barken.

År 1907 bildades Barkens Sågverks AB, och ett sågverk anlades samma år i Vad. Barkens Sågverk köptes under 1950-talet av Billerudkoncernen. En fabrik för monteringsfärdiga trähus drevs av samma bolag mellan 1930 och 1963. Sågverket avvecklades 1971.

### Befolkningsutveckling
| Befolkningsutvecklingen i Vad 1960–2020 | Befolkningsutvecklingen i Vad 1960–2020 | Befolkningsutvecklingen i Vad 1960–2020 | Befolkningsutvecklingen i Vad 1960–2020 | Befolkningsutvecklingen i Vad 1960–2020 |
| --------------------------------------- | --------------------------------------- | --------------------------------------- | --------------------------------------- | --------------------------------------- |
|                                         |                                         |                                         |                                         |                                         |
| År                                      |                                         |                                         | Folkmängd                               | Areal (ha)                              |
| 1960                                    | 1960                                    |                                         | 386                                     |                                         |
| 1965                                    | 1965                                    |                                         | 356                                     |                                         |
| 1970                                    | 1970                                    |                                         | 300                                     |                                         |
| 1975                                    | 1975                                    |                                         | 396                                     |                                         |
| 1980                                    | 1980                                    |                                         | 408                                     |                                         |
| 1990                                    | 1990                                    |                                         | 377                                     | 101                                     |
| 1995                                    | 1995                                    |                                         | 352                                     | 101                                     |
| 2000                                    | 2000                                    |                                         | 331                                     | 101                                     |
| 2005                                    | 2005                                    |                                         | 302                                     | 101                                     |
| 2010                                    | 2010                                    |                                         | 308                                     | 100                                     |
| 2015                                    | 2015                                    |                                         | 291                                     | 86                                      |
| 2020                                    | 2020                                    |                                         | 300                                     | 86                                      |
|                                         |                                         |                                         |                                         |                                         |

## Sevärdheter
Bland sevärdheter i Vad kan Sämogården (Svärmorsgården), en välbevarad bergsmansgård, nämnas. Den ligger i de äldre delarna av Vads by mellan Dammsjön och Södra Barken. Gården är släktgård till en av de första åborna; Torsten Holstensson. Den undre våningen på mangårdsbyggnaden ska ha uppförts 1610. Övervåningen tillkom 1780. År 1867 renoverades byggnaden. Bland andra äldre byggnader på gården märks främst en svalbod som sägs ha uppförts redan 1491. 
På en annan plats i byn, närmare Södra Barken, ligger "Drottning Kristinas Källare", en källare med tunnvalv överbyggt med en låg kvadratisk timmerbyggnad. Enligt sägen ska Drottning Kristina omkring år 1650 ha varit i trakten och då bott på prästgården i Söderbärke. Hon åkte sedan kyrkbåt för att titta på 'Guds Dunderbäcken', och blev då bjuden på surt öl av bergsmannen Hans Holstensson i Vad. Som tack för detta lät hon bekosta uppförandet av en källare, något bergsmannen saknade. En krona ska finnas inhuggen i svalen. sägnen saknar varje anknytning till verkliga händelser. Drottning Kristina har bevisligen aldrig varit i Söderbärke och källaren är uppförd långt senare. 
Av bergsbruket finns vissa lämningar, emellertid skadade av senare tiders industrier.

## Förbindelser
Tåg i Bergslagens linje mellan Västerås och Ludvika passerar orten som har en plattform vid järnvägen här. Trots att resandeunderlaget är litet är ändå förbindelserna förhållandevis goda vilket gör Vad till en av de minsta orterna i Sverige med regelbundna tågavgångar.